# Еловой, Олег Евгеньевич
Оле́г Евгеньевич Елово́й (18 мая 1967, Иланский, Иланский район, Красноярский край, РСФСР, СССР — 24 апреля 2001, Ницца, Франция) — российский художник, директор, инициатор и создатель «Музея простого искусства Урала и Сибири». Работал в технике неопримитивизма, позднее занимался инсталляциями и перформативными актами.

## Биография
В 1991 году окончил отделение дизайна Свердловского архитектурного института.
Участвовал в арт-объединениях «Басик» и «Eurocon». Принимал участие в масштабных выставках «Eurocon-96» и «Post-ВДНХ».
Создал «Музей простого искусства Урала и Сибири», известный в арт-кругах как «Дача Елового». Этот музей негласно заменил собой галерею «Eurocon» после её закрытия.
Организовал три екатеринбургских конкурса ювелирных изделий: сначала из гвоздей («Мастер гвоздь», 1997), затем из столовых ложек («Ложка дальше», 1998) и, наконец, из консервных банок из-под тушёнки («Искусственная банка», 1999).
В 1997 организовал группу художников для росписи стен Кафедрального собора в г.Булаево (Северный Казахстан). Лично писал фрески собора.
Весной 2001 года Олег Еловой отправился во Францию для подготовки новой выставки. 24 апреля 2001 года он скоропостижно скончался в Ницце.
Похоронен на Широкореченском кладбище Екатеринбурга.

## Персональные выставки
- 2021 — «Еловой и окрестности». Екатеринбургский музей изобразительных искусств, ул. Воеводина, 5, Екатеринбург [4].
- 2014 — «Персональная выставка Олега Елового». Галерея «Антонов», Екатеринбург[5].
- 2010 — «Возвращение». Галерея «ОкNо», Челябинск.[6]
- 2007 — «Привет, Олежка!»  Архивная копия от 14 июля 2014 на Wayback Machine выставка Олега Елового и Виктора Давыдова, Екатеринбургская галерея современного искусства
- 2004 — выставка коллекции картин «Музея простого искусства Урала и Сибири», Галерея Одоевского, Екатеринбург.
- 2003 — «Просто живопись». Выставка коллекции картин «Музея простого искусства Урала и Сибири».
- 2002 — «Еловой». Екатеринбургский музей изобразительного искусства, Екатеринбург.
- 2001 — «Переселение художника» (совм. с Д. Куниловым), Музей молодёжи, Екатеринбург.
- 2001 — «На границе». Галерея «Капитал», Екатеринбург.
- 2001 — «Олег Еловой». Галерея Simposion, Париж.
- 2001 — «Совместное» (совм. с А. Росси). Музей молодёжи, Екатеринбург.
- 1999 — «Доски» (совм. с Сайфулин, Альберт). Екатеринбург.[7]
- 1997 — «Еловой — наш художник». Белая галерея, Екатеринбург.[8]
- 1997 — «Новые русские ангелы» (совм. с В. Мизиным). Quai de la Gare, Париж.
- 1994 — «Просто живопись». Музей молодёжи, Екатеринбург.

## Цитаты
- «На выставке в „Белой галерее“, как, впрочем, и на всех остальных выставках, Еловой демонстрирует ту самую живопись, которой отворили жилы в начале века, окончательно освободив её от подмалевок и лессировок. Как оказалось, тут была скрыта подвижная и живая красочная ткань, что вспенивается и густеет в каждом мазке и от каждого движения кисти. Это освобождённое движение краски и живописи всегда радует зрителя, сливаясь с его представлениями о неиссякающих источниках жизни, о мерцании не загустевшей ткани, из которой лепится мир, о живой воде, в которую он всегда может окунуть свою обременённую сознанием голову. Существование такой живописи беспричинно и, как видим, неистребимо (даже усилиями пост- и постпостмодернистов) как жизнь»[8] — В. Словиковская, 1997.

## Олег Еловой в кино
- В 2007 году в Москве в рамках восьмого международного фестиваля сверхкороткого фильма «ESF’07» во внеконкурсной программе был показан фильм «Живопись живая», «ожившие картины» Олега Елового[9].